# Công ty Cổ phần trách nhiệm hữu hạn Dầu khí Trung Quốc
Công ty Cổ phần trách nhiệm hữu hạn Dầu khí Trung Quốc (tên tiếng Anh: PetroChina Company Limited (tiếng Trung: 中国石油天然气股份有限公司, tiếng Trung: 中國石油天然氣股份有限公司) (SEHK: , NYSE: PTR), viết tắt là Trung Dầu hay Trung Thạch Dầu là một công ty cổ phần trách nhiệm hữu hạn của Cộng hòa Nhân dân Trung Hoa. Công ty này được Công ty Tập đoàn Dầu khí Trung Quốc, công ty sản xuất dầu mỏ lớn nhất Trung Quốc (tên tiếng Trung là: 中国石油天然气集团公司, tên tiếng Anh: China National Petroleum Corporation (CNPC) thành lập ngày 5 tháng 11 năm 1999.
Ngày 6 tháng 4 năm 2000, Công ty này được niêm yết trên Sở giao dịch chứng khoán New York, ngày 7 tháng 4 năm 2000 được niêm yết trên Sở giao dịch chứng khoán Hồng Kông, và niêm yết trên Sở giao dịch chứng khoán Thượng Hải ngày 5 tháng 11 năm 2007, và sau khi lên sàn Thượng Hải đấu giá lần đầu, giá trị vốn hóa thị trị trường của công ty này tăng gấp ba lần, khiến cho PetroChina trở thành công ty có giá trị vốn hóa thị trường lớn nhất thế giới với giá trị vượt quá 1000 tỷ USD, vượt qua Exxon Mobil của Mỹ.
Theo xếp hạng mới nhất của Forbes, PetroChina được xếp vào danh sách "Các công ty hàng đầu thế giới năm 2000". Công ty này xếp hạng nhất Trung Quốc và xếp thứ 55 thế giới.